# Twist Phelan
Pour les articles homonymes, voir Phelan.
Twist Phelan, est une femme de lettres américaine, auteure de roman policier.

## Œuvre

### Romans

#### SériePinnacle Peak
- Heir Apparent (2002)
- Family Claims (2004)
- Spurred Ambition (2006)
- False Fortune (2007)

#### SérieFinn Teller
- Fake (2016)
- Exit (2016)
- Doubt (2016)
- Splice (2016)
- Coin (2017)

#### Autre roman
- The Target (2018)

### Nouvelles
- For the Good of the Game (2007)
- A Trader's Lot (2007)
- Floored (2008)
- Strange Bedfellows (2008)
- Time Will Tell (2008)
- A Stab in the Heart (2009)
- Talk to Me (2009)
- The Peahen (2010)
- Happine$$ (2012)
- The Fourteenth Juror (2012)
- I’m Learning (2012)
- Footprints in Water (2013)
- Game (2018)
- Fathers-in-Law (2019)
- Double Parked (2024)

### Recueil de nouvelles
- Criminal Record (2017)

## Prix et distinctions

### Prix
- Prix Thriller 2010 de la meilleure nouvelle pour A Stab In The Heart[1]
- Prix Thriller 2014 de la meilleure nouvelle pour Footprints in the Water[1]
- Prix Arthur-Ellis 2014 de la meilleure nouvelle pour Footprints in the Water[2]

### Nominations
- Prix Lefty 2005 pour Family Claims[3]
- Prix lefty 2008 pour False Fortune[3]
- Prix Shamus 2019 de la meilleure nouvelle pour Game[4]
- Prix Thriller 2020 de la meilleure nouvelle pour Fathers-in-Law[1]
- Prix Thriller 2025 de la meilleure nouvelle pour Double Parked[1]